# Pla Monnet

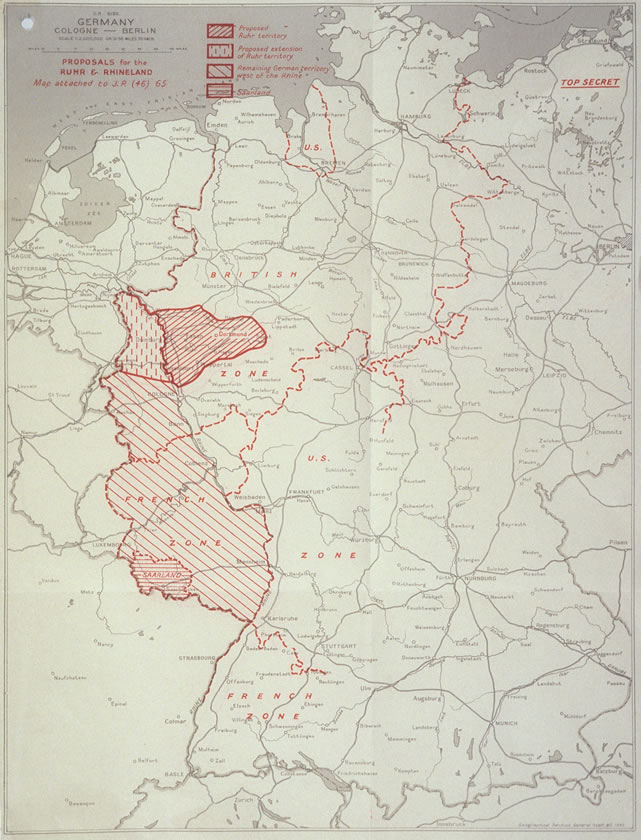
Mapa de Gran Bretanya de les propostes franceses, creat per l'abril de 1946. La zona del Ruhr s'estendrà a la frontera holandesa incorporant parts de Renània, i tot el territori nou se separarà d'Alemanya.

El pla Monnet va ser proposat pel funcionari francès Jean Monnet després del final de la Segona Guerra Mundial. Va ser un pla de reconstrucció per a França que va proposar donar al país el control sobre les àrees alemanyes de carbó i acer de la zona del Ruhr i Saar i utilitzar aquests recursos per portar a França el 150% de la producció industrial d'abans de la guerra. El pla va ser adoptat per Charles de Gaulle a començaments de 1946. Limitaria permanentment la capacitat i augmentaria enormement el poder.

## Antecedents
Els primers plans francesos es referien a mantenir a Alemanya feble i enfortir l'economia francesa a compte de la d'Alemanya. La política exterior francesa pretenia desmantellar la indústria pesant alemanya, col·locar la zona rica en carbó del Ruhr i Renània sota control francès o, com a mínim, internacionalitzar-los, i també unir-se al Saarland ric en carbó amb la província rica en ferro de Lorena —que havia estat lliurada d'Alemanya a França novament en 1944. Quan els diplomàtics dels Estats Units van recordar als francesos l'efecte devastador que això tindria a l'economia alemanya, la resposta de França va ser suggerir que els alemanys haurien de «fer els ajusts necessaris» per fer front a l'inevitable dèficit de divises.

## Plans de cinc anys
El Pla Monnet (1946-1950) va ser en efecte el primer pla quinquennal de modernització i equipament, un pla per a la reconstrucció econòmica nacional que es va basar sobre manera en els plans francesos anteriors per convertir a França en el més gran productor d'acer d'Europa. L'objectiu de Monnet era modernitzar l'economia francesa per fer-la internacionalment competitiva, especialment enfront de les exportacions alemanyes. Per portar a terme els seus plans, va crear el Comissariat de Planificació i ho va consolidar en la burocràcia francesa. Alemanya va ser vista com una eina necessària per portar a terme els plans. La producció d'acer planificada d'augmentar a 15 milions de tones d'acer a l'any, només podria aconseguir-se reemplaçant les exportacions d'acer alemanyes anteriors i augmentant les importacions de carbó i coc alemanys, fent que el control d'aquest recurs alemany fos vital.
Les propostes franceses per a l'àrea abastada pels jaciments de carbó alemanys a l'est del riu Rin havien estat fetes des de finals de 1945, per convertir-ho en un Estat Internacional amb la seva pròpia moneda i costums i supervisat per una Autoritat Internacional que inclouria als Estats Units i França. Part de la raó d'aquestes propostes va ser explicada als Estats Units el 1946 per un funcionari de l'Oficina de Relacions Exteriors de França: «Amb l'objectiu de la seguretat militar, preferim augmentar la producció i producció d'acer francès en detriment del Ruhr». Els plans francesos per a l'expansió industrial en van requerir un milió addicional de treballadors durant quatre anys, i França va planejar mantenir durant el major temps possible els presoners alemanys emprats en la mineria, l'agricultura i la reconstrucció.
Gran Bretanya i els Estats Units, en general es van mostrar refractaris a accedir a les demandes franceses, ja que temien que això portaria a una major influència russa.
Les memòries de Monnet no mostren evidència sòlida d'interès en la unitat europea abans d'abril de 1948, quan es va adonar que era un objectiu central dels Estats Units. Després li va escriure a Robert Schumann, que per evitar els perills actuals només hi havia una solució; «només seria possible mitjançant la creació d'una federació de l'oest».
El canceller francès, Robert Schuman, va declarar en un discurs que el pla Schuman de fet era la continuació del pla Monnet, i que era només pel bé de recolzar les exportacions franceses d'acer que havien assumit aquesta tasca. Segons el professor Hans Ritschl, aquest discurs mai no va tenir la intenció d'arribar a les oïdes alemanyes.

## L'àrea de Saar

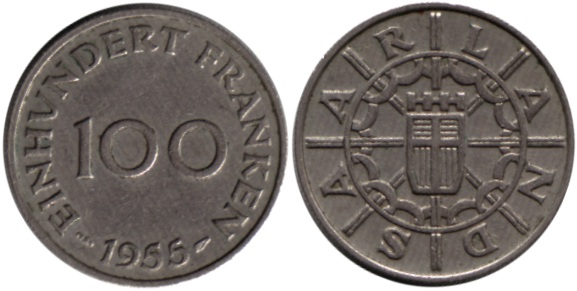
Moneda de 100 francs de Saar.

Al 1947, França va separar la zona rica en carbó de Saar d'Alemanya i la va convertir en el Protectorat del Sarre sota control econòmic francès. L'àrea va tornar a l'administració alemanya l'1 de gener de 1957, però França va retenir el dret d'extreure carbó de les seves mines fins a 1981.
Com protectorat, l'àrea del Sarre estava econòmicament integrada amb França i nominalment políticament independent, però la seguretat i la política exterior es dictaven des de França. A més a més, França va mantenir un Alt Comissionat al Sarre amb amplis poders.
Les indústries mineres i siderúrgiques van ser les principals a la regió. Al 1946, França havia reclamat la propietat de les mines i també havia establert una frontera duanera entre el Sarre i la resta d'Alemanya. Al 1947, el «Regie des Mines de la Sarre» va prendre el control operatiu de la indústria minera de Saar. Durant 1946 la producció de les mines va representar un terç de la producció de carbó francesa i el 1949 una quarta part de la producció francesa. Sense el carbó del Saar, la producció d'acer francesa hauria estat de manera substancial menor.
Les parts que advocaven pel retorn del Sarre a Alemanya van ser prohibides, amb la conseqüència que Alemanya Occidental no va reconèixer la legalitat democràtica del govern de Sarre. Konrad Adenauer va afirmar: «El terme "protectorat" és massa amable. Més aviat hauríem de parlar d'una "colònia", però això no ho faré». - Der Name, Protektorat 'wäre vielleicht noch zu gut. Man könnte eher von einer, Kolonie' sprechen - doch das werde ich nicht tun.
En vista del conflicte continuat entre Alemanya i França sobre el futur del Sarre, les altres nacions d'Europa Occidental van fer esforços per trobar una solució al problema potencialment perillós. Sotmesa a una creixent pressió internacional, França finalment va acordar un compromís. El territori del Sarre havia d'europeïtzar-se en el context de la Unió Europea Occidental. França i Alemanya van acordar en els Acords de París que fins que se signés un tractat de pau amb Alemanya, l'àrea del Sarre es regiria per un «estatut» que seria supervisat per un comissari europeu que alhora seria responsable davant el Consell de Ministres de la Unió Europea Occidental. Tanmateix, el Sarre hauria de romandre en una unió econòmica amb França.
Malgrat l'aprovació de l'estatut per Alemanya Occidental, en el referèndum de 1955 entre els habitants de Saarland que era necessari perquè entrés en vigor, l'estatut va ser rebutjat pel 67.7% de la població. Malgrat les afirmacions franceses prèvies al referèndum que un "no" a l'estatut simplement resultaria en que el Sarre romanguès en el seu estat anterior com a territori controlat per França, el reclam del grup de campanya per un "no" a l'estatut que conduiria a la unificació amb Alemanya Occidental va resultar correcta. El Sarre va ser reintegrat políticament amb Alemanya Occidental l'1 de gener de 1957, però la reintegració econòmica es va allargar molts anys addicionals. En canvi d'acceptar tornar el Saar, França va exigir i va obtenir les següents concessions: 
- A França se'l va permetre extreure carbó de la mina de Warndt fins a 1981.
- Alemanya va haver d'acceptar la canalització del Mosel·la. Això va reduir els costs de càrrega francès en la indústria siderúrgica de Lorena.
- Alemanya va haver d'acceptar l'ensenyament del francès com segona llengua en les escoles del Sarre. Encara que ja no és vinculant, l'acord continua en general fent-se.[9][10]

Com una conseqüència menor dels esforços francesos per afrancesar el territori, es va fer només als territoris occidentals ocupats per no acceptar cap refugiat de les Fugida i expulsions d'alemanys en les províncies orientals i els assentaments alemanys en altres bandes d'Europa oriental. França no desitjava augmentar la població de parla alemanya en el territori.

## L'àrea del Ruhr

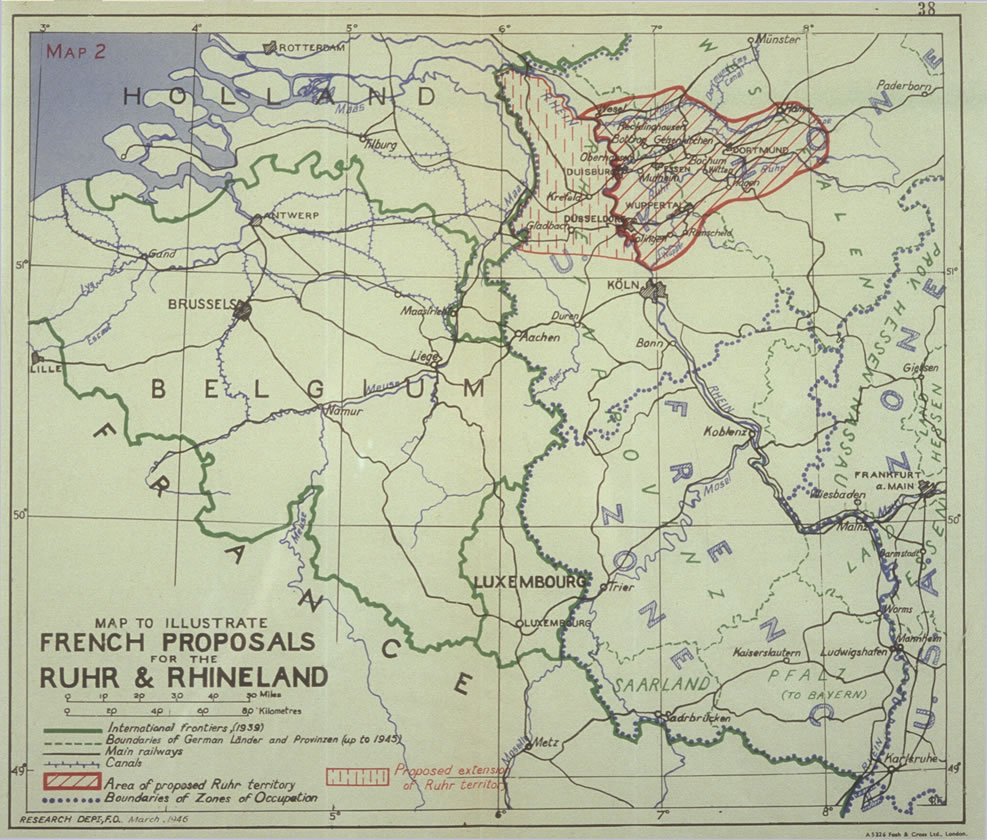
Mapa que mostra detalls de la proposta francesa per a l'alliberament de l'àrea del Ruhr d'Alemanya.

El setembre del 1946, el govern dels Estats Units va afirmar en el discurs d'Stuttgart sobre la Política d'Alemanya que acceptaria les demandes franceses sobre el Sarre, però que: «els Estats Units no recolzaran cap intrusió en territori que sigui indiscutiblement alemany o qualsevol divisió d'Alemanya, que no sigui desitjada per les persones involucrades. Pel que els Estats Units saben, els habitants de la zona del Ruhr i Renània desitgen romandre units amb la resta d'Alemanya. I els Estats Units no s'oposarà al seu desig.» En aquest moment, Estats Units estava cada vegada més preocupat pel risc que la República Federal d'Alemanya rellisqués al camp comunista, i un destacament del Ruhr d'Alemanya va ser vist com a perillós des d'aquest punt de vista.
Des del final de la guerra, França, basant-se en el pla Monnet, va sol·licitar repetidament que el Ruhr se separés d'Alemanya. La producció d'acer en el Ruhr es va reprendre malgrat les prohibicions i restriccions a la producció, i malgrat el desmantellament de les plantes de fabricació. Amb els preparatius per a la fundació d'Alemanya Occidental, França va renovar les demandes que es controlés la producció alemanya de carbó i acer en el Ruhr.
El 1949, l'Autoritat Internacional del Ruhr es va imposar als alemanys (occidentals) com una condició prèvia per permetre'ls establir la República Federal d'Alemanya. En controlar la producció i distribució de carbó i acer —és a dir, quant carbó i acer obtindrien els alemanys—, l'Autoritat Internacional per al Ruhr (IAR) controlava en efecte tota l'economia d'Alemanya Occidental, per a disgust dels alemanys Ludwig Erhard va qualificar l'estatut d'«errada tràgica», que tindria com a conseqüència que «el nivell de vida del poble alemany ja no dependria dels esforços, la diligència i les polítiques socials alemanyes, sinó que estaria a les mans dels competidors de la indústria alemanya.»
El desmantellament industrial en el Ruhr va continuar també el 1949, amb treballadors alemanys protestant i intentant bloquejar les fàbriques programades per al desmantellament. Als alemanys se'ls va permetre enviar les seves delegacions a l'autoritat del Ruhr després de signar l'acord de Petersberg. La llista d'indústries a desmantellar en el Ruhr es va reduir a conseqüència de l'acord, però van continuar fins a mitjan 1950. El 24 de novembre, dos dies després de l'acord de Petersberg n'hi va haver un acalorat debat al parlament alemany com a conseqüència, Konrad Adenauer va argumentar en defensa de l'acord que si l'ho hagués fet d'una altra forma, aleshores en 8 setmanes el desmantellament industrial hauria assolit un nivell insuportable. El líder de l'oposició Kurt Schumacher va respondre etiquetant a Adenauer com «Canceller dels Aliats".
Al 1951, Alemanya Occidental va acceptar unir-se a la Comunitat Europea del Carbó i de l'Acer el 1952, això es va fer per aixecar les restriccions industrials imposades per l'Autoritat Internacional per al Ruhr (IAR), també amb la seguretat francesa de perpetuar l'accés al carbó de Ruhr, les activitats i els drets de l'Autoritat Internacional del Ruhr van ser assumides per la Comunitat Europea del Carbó i de l'Acer.